# Nicòstrat de Macedònia (escriptor)
Nicòstrat (en grec antic: Νικόστρατος, Nikóstratos) va ser un escriptor de l'antiga Grècia del segle ii dC. No s'ha conservat cap de les seves obres.
Segons la Suda, era natural de Macedònia, i va viure en temps d'Antoní Pius, essent contemporani de Dió Crisòstom i Eli Aristides. No obstant això, Nicòstrat s'ha identificat amb el personatge a qui va dedicada una inscripció trobada a Rodes, en la qual és anomenat sofista i es diu que era natural d'Amos.
Segons la Suda, va ser autor de diverses obres. Per una banda, una obra intitulada Δεκαμυθία (Dekamythia), que sembla que era un recull d'històries en deu llibres, que segons Hermògenes eren mites de creació pròpia. Una altra obra, anomenada Πολυμυθία (Polymythia), sembla que contenia històries de natura semblant. Una altra obra, Εἰκόνες (Eikones), contenia descripcions d'obres pictòriques. A continuació, Θαλαττουργοί era un recull de lletres que varen servir de model a Alcífron. En fi, també s'esmenten diversos encomis, entre els quals un de dirigit a l'emperador, i altres obres, entre les quals, segons Hermògenes, s'incloïa qualque novel·la.
Va ser molt llegit i apreciat pels autors posteriors, com ara Hermògenes, Filòstrat Metròfanes, Sinesi i Menandre de Laodicea, que n'elogiaren l'estil, el consideraren model i el compararen amb autors com Xenofont, Plató, Èsquines i Heròdot.